# Giải bóng đá hạng nhất quốc gia Bỉ 1919–20
Đây là thống kê của Giải bóng đá hạng nhất quốc gia Bỉ mùa giải 1919-20.

## Tổng quan
Giải có sự tham gia của 12 đội, và FC Bruges giành chức vô địch: tuy nhiên, vì lý do chưa rõ, La Gantoise không xuống hạng Promotion Division.

## Bảng xếp hạng
| Vị thứ | Đội bóng                    | St | T  | H | B  | BT | BB | Đ  | HS  | Ghi chú |
| ------ | --------------------------- | -- | -- | - | -- | -- | -- | -- | --- | ------- |
| 1      | FC Bruges                   | 22 | 15 | 4 | 3  | 61 | 27 | 34 | +34 |         |
| 2      | Royale Union Saint-Gilloise | 22 | 14 | 4 | 4  | 71 | 22 | 32 | +49 |         |
| 3      | Daring Club                 | 22 | 13 | 5 | 4  | 45 | 28 | 31 | +17 |         |
| 4      | Royal Antwerp FC            | 22 | 11 | 5 | 6  | 52 | 35 | 27 | +17 |         |
| 5      | Beerschot                   | 22 | 11 | 3 | 8  | 44 | 34 | 25 | +10 |         |
| 6      | KRC Malines                 | 22 | 10 | 4 | 8  | 37 | 40 | 24 | -3  |         |
| 7      | RC de BBnd                  | 22 | 9  | 4 | 9  | 34 | 45 | 22 | -11 |         |
| 8      | Cercle Bruges               | 22 | 7  | 5 | 10 | 38 | 38 | 19 | 0   |         |
| 9      | RCS Verviers                | 22 | 6  | 4 | 12 | 40 | 64 | 16 | -24 |         |
| 10     | R. Uccle Sport              | 22 | 4  | 5 | 13 | 28 | 58 | 13 | -30 |         |
| 11     | R.R.C. Bruxelles            | 22 | 4  | 3 | 15 | 40 | 59 | 11 | -19 |         |
| 12     | La Gantoise                 | 22 | 3  | 4 | 15 | 28 | 68 | 10 | -40 |         |